# Luigi Caenazzo
Luigi Caenazzo (Rovinj, 24. siječnja 1831. - ? ), prvi rovinjski i prvi istarski fotograf.

## Biografija
Luigi Domenico Caenazzo rođen je u rovinjskoj dobrostojećoj zanatskoj obitelji. Obitelj je dala zlatare.  Djed mu po ocu, Tomaso Caenazzo, bijaše krojač. Taj povoljni društveni i ekonomski položaj omogućio mu je po svemu sudeći solidno građansko obrazovanje, ali i privilegij da se koncem 1850-ih nađe među prvima u ovom dijelu Europe koji su posjedovali vlastitu fotografsku kameru i pritom se njome iznimno vješto služio, premda se na ljupkim poleđinama kartončića svojih raritetnih albumenskih fotografija potpisivao ležerno, s gotovo otmjenom distancom prema ozbiljnosti svoga autorskog čina: “Luigi Caenazzo, dilettante, Rovigno”.
O Caenazzu se zasad zna premalo, no uz dozu nužnoga opreza, njegovom bi se curriculumu mogle pridodati, premda nepotvrđene ipak vrlo vjerojatne pretpostavke o tome da se bavio i sakupljanjem rovinjskih narodnih umotvorina. U svom članku “Della difficoltà di trascrivere e interpretare dei testi in dialetto” Piero Rismodno navodi da je prof. Rosamani, koji mu nekoliko godina ranije bijaše podario nevelik sveščić izvornih rovinjskih poslovica “Proverbi rovignesi”, taj rukopis pripisao upravo stanovitom L. Caenazzu o kojemu, međutim, nije znao reći ništa više.
Trenutačno poznati fotografski opus Luigija Caenazza sačinjava tek 8 portreta, svi istoga formata: 57x96 mm, od kojih je jedan pohranjen u Muzeju za umjetnost i obrt u Zagrebu (Portet nepoznatog gospodina), drugi u Znanstvenoj knjižnici u Zadru (Portret nepoznatog gospodina), četiri fotografije (Portret Eufemije Caenazzo, Portret Amalije Nicolich, Portret djeteta i Portret dame s privjeskom) dio su privatne zbirke povjesničara Marina Budicina iz Rovinja, a dva se (široj javnosti još nepredstavljena) portreta, od konca 2006. nalaze u zbirci Povijesnog muzeja Istre u Puli. No unatoč skromnome broju sačuvanih djela, riječ je o ostvarenjima respektabilnih zanatskih domašaja ali i nesumnjivih umjetničkih vrijednosti. Caenazzov neveliki, no tematski i kvalitativno ujednačen opus svjedoči o autoru jasnih stvaralačkih namjera i posve definiranih društvenih, kulturoloških, pa i estetskih nazora. Rođeni portretist, Luigi Caenazzo bio je osviješteni intelektualac svoga vremena, s nesumnjivim poznavanjem ne samo najnovijih tehnoloških postignuća na polju fotografije, već i tankoćutni esteta koji je umio i umjetnički izraziti osebujnost vlastitoga vremena i prostora.
Gotovo je neupitno da svi, ili bar većina dosad poznatih portreta pripadaju identičnom Caenazzovu obiteljskom/prijateljskom krugu. Snimajući svoje bližnje iz ljubavi i osobnog zadovoljstva, posvetio je punu pozornost pripremama za taj čin, brižljivo odabirući uvjete: ambijent, kut snimanja, svjetlosne učinke te, nadasve, savršeni trenutak u kojem će portretirana osoba zazračiti puninom vlastite unutarnje osobnosti. U tom smislu njegov Portret Eufemije Caenazzo (oko 1860.) predstavlja istinsko malo remek-djelo. Uspoređena s Ambrotipijom gospođe William Blake (oko 1854.), o kojoj rovinjski dilettante dakako nije mogao znati ništa, ova Caenazzova fotografija zapanjuje svojom sugestivnošću i činjenicom da je premalo sadržajnih pojedinosti i formalno-estetskih posebnosti koje bi je činile bitno različitom od jedne od poznatijih ranih fotografija viktorijanskoga doba.
U povodu 140 godina fotografije u Rovinju i Istri, Centar vizualnih umjetnosti  “Batana” je u svibnju 2003. u Rovinju reprezentativnom izložbom, popraćenom dvojezičnim katalogom (na hrvatskom i talijanskom jeziku), predstavio djela Luigija Caenazza, zajedno s opusom jednoga drugog majstora rane fotografije u Istri, Luigija Mionija, koji je kao prvi profesionalni fotograf, najprije u Trstu, a zatim u Puli, svoj bogati autorski rad započeo gotovo u isto vrijeme s amaterom Luigijem Caenazzom.   Arhivirana inačica izvorne stranice od 27. rujna 2007. (Wayback Machine)